# 59th Street
59th Street è una stazione della metropolitana di New York situata sulla linea BMT Fourth Avenue. Nel 2019 è stata utilizzata da 3 664 480 passeggeri. È servita dalle linee N e R, attive 24 ore su 24. Durante le ore di punta fermano occasionalmente alcune corse delle linee Q e W.

## Storia
La stazione fu aperta il 22 giugno 1915. Tra il 2018 e il 2020 la stazione è stata ristrutturata e sono stati installati degli ascensori per renderla accessibile alle persone con disabilità motoria.

## Strutture e impianti
La stazione è sotterranea, ha due banchine a isola e quattro binari, i due esterni per i treni locali e i due interni per quelli espressi. È posta al di sotto di Fourth Avenue e possiede due mezzanini, quello nord ha quattro ingressi all'incrocio con 59th Street e ospita l'ascensore che rende la stazione accessibile, quello sud ha due ingressi all'incrocio con 60th Street.

## Interscambi
La stazione è servita da alcune autolinee gestite da NYCT Bus.
- Fermata autobus